# Nadine Angerer
Nadine Marejke Angerer (Lohr am Main, Alemania Occidental; 10 de noviembre de 1978) es una entrenadora de fútbol y exfutbolista alemana que jugaba como guardameta. Se desempeña como entrenadora de porteras en el Portland Thorns FC de la NWSL.

## Biografía

### Carrera en clubes
Comenzó su carrera en el ASV Hofstetten jugando de mediapunta. Angerer tuvo que sustituir a la guardameta de su equipo debido a una lesión, con lo que se descubrió su talento de arquera. En 1995 fichó por el FC Nürnberg y al año siguiente por el Wacker Munich; es entonces cuando recibió ofertas de fichar por la liga norteamericana, pero la rechazó.
Entre 1999 y 2001, jugaría para el Bayern de Múnich, equipo al cual ayudó a ascender a la primera división alemana. En 2001 fue transferida al FFC Turbine Potsdam, ganando dos ligas alemanas, una copa y una copa de la UEFA femenina en 2005.
Tras 6 años en el Potsdam, Angerer fichó por el Djurgårdens IF sueco para reemplazar a Bente Nordby, tras solo un año, regresó a Alemania para jugar en el 1. FFC Frankfurt.
El 13 de enero de 2014 gana el balón de Oro de la FIFA, como mejor jugadora del 2013.

### Carrera internacional
Angerer hizo su debut con la selección femenina de fútbol de Alemania contra Países Bajos en agosto de 1996, siendo la portera suplente de la selección germana tras Silke Rottenberg. Con la grave lesión de ésta en 2007, Angerer tomó su lugar como guardameta titular en la Copa Mundial Femenina de Fútbol de 2007, competición en la que no concedió ni un solo gol y fue nombrada mejor guardameta del torneo.
Puede que la brasileña Marta fuese la estrella del Mundial 2007, pero se le rompió el corazón en la final cuando Angerer paró el penalti que hubiese hecho empatar a Brasil. Alemania terminó ganando 2-0.
En ese año Alemania fue el primer equipo en lograr el mejor registro defensivo en un Mundial femenino. También comparte el récord de estar seis partidos y 540 minutos sin que le encajen ni un solo gol. Como resultado, Angerer batió el récord de Walter Zenga de estar 517 minutos invicto en la fase final masculina de 1990. La última jugadora en marcar un gol a las alemanas fue la sueca Hanna Ljungberg, que anotó en el minuto 41 de la final de 2003.
Angerer también fue la portera de Alemania en los Juegos Olímpicos de Pekín 2008 y en la Copa Mundial Femenina de Fútbol de 2011, cumpliendo sus 100 partidos como internacional en un partido contra Nigeria.
Tras la retirada de Birgit Prinz de la selección en el año 2011, Angerer pasó a ser la nueva capitana de la selección alemana.
El 13 de mayo de 2015, Angerer anunció su retiro de la Selección femenina de fútbol de Alemania al concluir del Copa Mundial Femenina de Fútbol de 2015.

## Clubes
| Club                   | País           | Año       |
| ---------------------- | -------------- | --------- |
| 1. FC Nürnberg         | Alemania       | 1995-1996 |
| Wacker Munich          | Alemania       | 1996-1999 |
| FC Bayern de Múnich    | Alemania       | 1999-2001 |
| 1. FFC Turbine Potsdam | Alemania       | 2001-2007 |
| Djurgårdens IF         | Suecia         | 2008      |
| 1. FFC Frankfurt       | Alemania       | 2008-2013 |
| Brisbane Roar          | Australia      | 2013-2014 |
| Portland Thorns FC     | Estados Unidos | 2014-2015 |